# Joséphine Ki-Zerbo
Joséphine Ki-Zerbo (1936-2019) foi uma educadora e activista de Burkina Faso. Ela era a esposa de Joseph Ki-Zerbo.
Em 1966, Joséphine Ki-Zerbo era diretora da Ecole Normal des Filled. Ela enviou os seus alunos para se juntarem aos protestos contra o governo de Maurice Yaméogo. Ela era uma líder dentro do Movimento de Libertação Nacional.
Depois de Joseph Ki Zerbo ter sido colocado em prisão domiciliar em outubro de 1983, o casal foi para o exílio na Costa do Marfim. Em julho de 1985, um tribunal de Ouagadougou condenou os dois a dois anos de prisão por evasão fiscal e enriquecimento ilícito.